# Ichneumon machinatorius
Ichneumon machinatorius är en stekelart som beskrevs av Rossi 1792. Ichneumon machinatorius ingår i släktet Ichneumon och familjen brokparasitsteklar. Inga underarter finns listade i Catalogue of Life.